# Сяри (посёлок)
Ся́ри (яп. 斜里町 Сяри-тё:) — посёлок в Японии, находящийся в уезде Сяри округа Охотск префектуры Хоккайдо. Площадь посёлка составляет 737,01 км², население — 12 221 человек (30 июня 2014), плотность населения — 16,58 чел./км².

## Географическое положение
Посёлок расположен на западе полуострова Сиретоко в префектуре Хоккайдо. С ним граничат посёлки Косимидзу, Киёсато, Сибецу, Раусу.

## Население
Население посёлка составляет 12 221 человек (30 июня 2014), а плотность — 16,58 чел./км². Изменение численности населения с 1980 по 2005 годы:
| 1980 | 15 795 чел. |  |
| 1985 | 15 955 чел. |  |
| 1990 | 15 182 чел. |  |
| 1995 | 14 634 чел. |  |
| 2000 | 14 066 чел. |  |
| 2005 | 13 431 чел. |  |

## Символика
Деревом посёлка считается Quercus crispula, цветком — Rosa rugosa, птицей — орлан-белохвост.